# Foresta nazionale di Lincoln
La foresta nazionale di Lincoln (in inglese: Lincoln National Forest) è un'unità dello United States Forest Service situata nel Nuovo Messico meridionale. Istituita dalla proclamazione presidenziale nel 1902 come Lincoln Forest Preserve, la foresta di 1 103 897 acri (446 731 km²) inizia nei pressi del confine con il Texas e contiene terre in parti delle contee di Chaves, Eddy, Lincoln e Otero. I tre distretti ranger all'interno della foresta contengono tutte o parte di quattro catene montuose e comprendono una varietà di aree ambientali diverse, dal deserto alle montagne boscose e alle praterie subalpine. Fondate per bilanciare la conservazione, la gestione delle risorse e la ricreazione, le terre della foresta nazionale di Lincoln comprendono importanti risorse locali di legname, aree naturali protette e popolari aree di ricreazione e sport invernali. Il quartier generale della foresta si trova ad Alamogordo, con uffici locali a Carlsbad, Cloudcroft e Ruidoso.